# Julius Hirschberg
Julius Hirschberg, född 18 september 1843 i Potsdam, död 17 februari 1925 i Berlin, var en tysk ögonläkare.
Hirschberg var extraordinarie professor i Berlin. Han grundade 1877 Zentralblatt für Augenheilkunde och är mest känd för värdefulla arbete inom ögonläkekonstens historia från äldsta tider till våra dagar, vilket med 9 band ingår i Græfe-Sæmischs handbok.